# Академія Вампу

Емблема військової академії Вампу

Академія Вампу (спрощ.: 黄埔军校; кит. трад.: 黃埔軍校; піньїнь: Huángpŭ Jūnxiào),  офіційно Офіцерська академія армії Національної партії Китаю (спрощ.: 中华民国陆军军官学校; кит. трад.: 中華民國陸軍軍官學校; піньїнь: Zhōnghúa Mīngúo Lùjūn Jūnguān Xúexiào) – військова школа для підготовки офіцерських кадрів для Кантонського уряду на чолі з Сунь Ятсеном, створена за його ініціативи у травні 1924 року.

## Історія

Сунь Ятсен під час візиту в Академії Вампу (16 июня 1924 р.).

У 1924 р. з допомогою СРСР Гоміньдан створив військову школу Вампу – за назвою острова Хуанпу (на місцевому кантонському діалекті назва острова вимовляється як Вампу) на рукаві Янцзи, де вона була розташована. Академія була розміщена за 25 км від Гуанчжоу. Сама ідея створення академії належала Сунь Ятсену. Офіційно академію було відкрито 16 червня 1924 р., де Сунь Ятсен виголосив промову в якій прозвучали слова «Братство, відданість, щирість», які і стали гаслом закладу. Але перші заняття почалися ще 1 травня 1924 р.
В травні 1924 р. до Гуанчжоу прибув у якості військового радника П. А. Павлов, який в свою чергу багато зробив для організації роботи школи Вампу та революційної армії Гоміньдану. У липні 1924 р. він трагічно загинув. На цьому посту його замінив відомий радянський полководець В. К. Блюхер, який діяв під іменем Галін. Зокрема Блюхер став керівником групи радянських військових, що викладали в академії. З китайського боку академією керував офіцер та близький сподвижник Сунь Ятсена Чан Кайші, а його заступником з політичної по політичній частині був Чжоу Еньлай.
На початку 1927 р. академія була переведена в Ухань, а 1928 р. в нову столицю Китаю Нанкін.
Під час японо-китайської війни академію було евакуйовано в Ченду.
Після поразки Гоміньдану у громадянській війні академію відновили на Тайвані в Гаосюні під назвою «Військова академія Китайської республіки».

## Діяльність академії
За півтора року роботи академії було проведено три набори курсантів загальноючисельністю близько 2 тис. осіб. Академія готувала командирів піхотних підрозділів, фахівців артилеристів, кулеметників та зв'язківців. Поміж цього, в академії викладали та вели політико-виховну роботу радянські військові спеціалісти, а також гоміньданівці (в особі Дай Дзитао) та діячі КПК (в особі Джоу Еньлая), які прагнули вплинути на політичну орієнтацію курсантів.
Завдяки потужній ідеологічній підготовці в наступні роки виник своєрідний «клан Вампу» – братство гоміньданівських офіцерів, що закінчили академію.
Одночасно формувались і службові частини – спочатку батальйони, а до 1925 р. – два навчальні полки. Надходження радянської зброї й спорядження допомогло зробити академію Вампу та учбові частини реальною військовою силою, що могла протистояти дуцзюнам.

## Значення
Серед випускників Вампу на поч. 1940-х рр. близько 40 осіб стали генералами. 
Всього за період існування академії підготовку отримали близько 8 тис. офіцерів.
Випускники відіграли важливу роль у Північному поході 1926 – 1927 рр.